# دولچنرا
دولچنرا ((به ایتالیایی: Dolcenera)؛ زادهٔ ۱۶ مه ۱۹۷۷) یک موسیقی‌دان اهل ایتالیا است. وی از سال ۲۰۰۲ میلادی تاکنون مشغول فعالیت بوده‌است. او در سال ۲۰۰۳ پس از برنده شدن جایزه بخش تازه واردان جشنواره موسیقی سن رمو به شهرت رسید، اما تنها در سال ۲۰۰۵ در ایتالیا وقتی که نمایش واقع گرایانه بر پایه موسیقی به نام مزرعه موسیقی را برنده شد و دومین آلبومش به نام یک دنیای کامل را منتشر کرد به موفقیت تجاری دست یافت. در سال ۲۰۰۵ او همچنین جایزه بهترین هنرمند سال را در جلسه ناشران موسیقی مستقل ایتالیایی و جایزه دِ آندره را برای بهترین هنرمند نوظهور دریافت کرد.

## نخستای زندگی
امانوئلا ترانه در گالاتینا از توابع استان لچه در ایتالیا از میما و جینو ترانه زاده شد. او در اسکورانو تا سن ۱۸ سالگی زندگی می‌کرد تا زمانی که برای ادامه تحصیل در رشته مهندسی مکانیک دانشگاه فلورانس به توسکانی نقل مکان کرد.
اونوشتن آهنگ را در سن ۱۴ سالگی شروع کردو بعدها خوانندگی، و نواختن کلارینت و پیانو را فراگرفت. در سال ۱۹۹۳ او گروه I Codici Zer را تشکیل داد. در اوایل دهه ۲۰۰۰ او از طریق وب چت با موسیقیدان و ناشر ایتالیایی لوچو فابری آشنا شد؛ که بعداً نخستین تهیه کننده او شد.

## فعالیت موسیقی

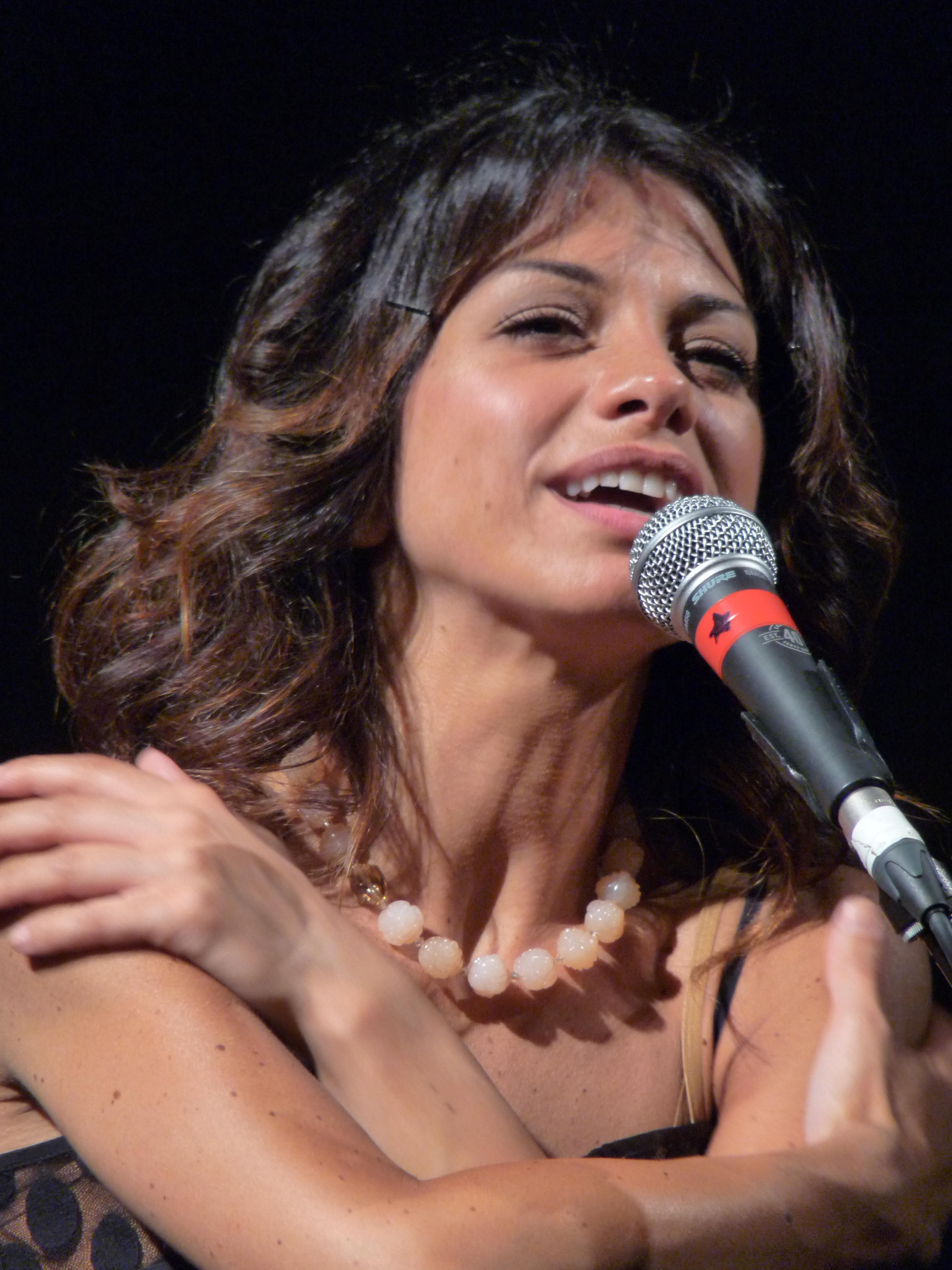
دولچنرا در اجرایی

### Sorriso Nucleare، نخستین آلبوم
نخستین تک‌آهنگ دولچنرا "فقط تو" بود که در سپتامبر ۲۰۰۲ منتشر شد. این آهنگ سبب شد که او در مسابقه آواز خوانی به نام Destinazione Sanremo شرکت کند. این برنامه از تاریخ ۲ سپتامبر ۲۰۰۲ از شبکه ۲ رای ایتالیا، با هدف انتخاب ۱۲ نفر از ۱۶ نفر شرکت کننده تازه‌وارد در پنجاه و سومین دوره جشنواره موسیقی سن رمو پخش شد. در تاریخ ۲۰ دسامبر ۲۰۰۲، در طی مرحله پایانی نمایش، دولچنرا به عنوان یکی از برندگان معرفی شد.
در خلال فستیوال، برگزار شده در مه ۲۰۰۳، دولچنرا آهنگ "Siamo tutti là fuori" را اجرا کرد، که بعداً به عنوان دومین تک‌آهنگ منتشر شد. در ۷ مه ۲۰۰۳، دولچنرا مقام اول در بخش مسابقه تازه واردین را برنده شد و "جایزه مطبوعات، تلویزیون و رادیو" را دریافت کرد. این تک‌آهنگ که توانست به رتبه دهم جدول تک‌آهنگ‌های ایتالیایی برسد، اولین آلبوم دولچنرا به نام Sorriso nucleare بود؛ که در مارس ۲۰۰۳ منتشر شد.
در تابستان ۲۰۰۳ او تور دور ایتالیا را برای اجرای کنسرت آغاز کرد.